# Suhail al-Hasan
Suhail Salman al-Hasan (arabisch سهيل سلمان الحسن, DMG Suhail Salmān al-Ḥasan, genannt النمر / an-Nimr / ‚der Tiger‘; * 10. Juni 1970 in Dschabla, Latakia) war bis zur Machtübernahme der islamistischen Miliz HTS im Dezember 2024 Brigadegeneral der syrischen Armee und Kommandant der Tiger-Kräfte.

## Leben
Suhail al-Hasan wurde 1970 in eine alawitische Familie geboren.
Al-Hasan besuchte die Militärakademie zu Homs, die er 1991 als Leutnant abschloss. Bald darauf wurde er in die Spezialeinheit der syrischen Luftstreitkräfte aufgenommen, wo er die syrischen Fallschirmjäger ausbildete und die Einheiten weiterentwickelte. Das Oberkommando der Syrischen Arabischen Armee berief ihn auf Grund seiner Leistungen in den Nachrichtendienst der Luftwaffe, als in den Jahren 2005 und 2006 die Aktivitäten von al-Qaida zunahmen. Durch Infiltration der al-Qaida-Gruppen in Syrien gelang es dem inzwischen zum Oberst aufgestiegenen al-Hasan, mehrere führende Mitglieder festnehmen zu lassen. Mit Beginn des Bürgerkrieges in Syrien 2011 wurde al-Hasan in die Spezialeinheiten der Syrischen Arabischen Armee (Qawat al-Khassa) berufen und leitete 2013 die Kämpfe gegen die al-Nusra-Front vor der Stadt Latakia. Im Anschluss kam er im Gouvernement Hama zum Einsatz, bevor er im Herbst 2013 vom Oberkommando zum Kommandanten der Sondereinheit berufen wurde, die später unter dem Namen Quwwat an-Nimr („Tiger-Kräfte“) Bekanntheit erlangte. Hier wählte er sich viele seiner Soldaten persönlich aus, darunter seinen Vertrauten und Gefährten, den Hauptmann Lu’ayy Al-Sleitan.
In der Öffentlichkeit trat Hasan erstmals 2014 in einer Sendung des Fernsehsenders Sama TV auf, als er Truppen an der Front in Aleppo besuchte. Berühmtheit erlangte er durch den Entsatz des belagerten Zentralgefängnisses von Aleppo im Mai 2014, wo Einheiten der Syrischen Arabischen Armee seit April 2013 von Rebellen umzingelt gewesen waren. Er nahm führend teil an den Operationen zur Rückeroberung der Stadt Morek nördlich von Hama sowie der Gasfelder von al-Sha’ar im Gouvernement Homs.
2014 soll Hasan seine Beförderung zum Brigadegeneral abgelehnt haben mit der Begründung, weiterhin seine Männer persönlich in die Schlacht führen zu können. Im Dezember 2015 wurde Suhail al-Hasan laut Berichten zum Generalmajor befördert.

## Vorwürfe des Einsatzes von Giftgas
Eine im Februar 2019 veröffentlichte, vom deutschen Auswärtigen Amt und der Robert Bosch Stiftung finanzierte Studie des Global Public Policy Institute (GPPI) kommt zu dem Schluss, dass al-Hasan und seine Einheiten für über 300 Giftgasangriffe auf Zivilisten verantwortlich seien.

## Zitate
Nach eigener Aussage versucht Suhail Salman al-Hasan immer, seine Gegner zur Aufgabe zu bewegen, kennt jedoch kein Pardon mit denen, die ihn „verraten“. Er kämpfe lediglich gegen Terroristen und wende sich vor einer Schlacht mit diesen Worten an seine Gegner: „Es gibt eine Alternative zu Krieg und Zerstörung. Ihr könnt lebend da rauskommen. Lasst mich euch nicht zerstören.“ Laut 20 Minuten soll er den Rebellen in Ost-Ghuta vor der Offensive 2018 folgendes entgegengeworfen haben: „Wenn ihr nach Hilfe schreit, wird euch niemand hören“. Über „Verräter“ habe er sich folgendermaßen geäußert: „Alle, die mich betrogen haben, sind gestorben“.
Suhail al-Hasan gilt als Liebhaber der Dichtkunst und soll seine eigenen Gedichte auch gegenüber den Kriegsgegnern über Lautsprecher verbreitet haben.
Laut Berichten in der FAZ und im Spiegel vom Februar 2020 befahl Suhail Salman al-Hasan im Verlauf des syrischen Bürgerkriegs wortwörtlich, „auf dem Schlachtfeld die Kinder vor den Erwachsenen und die Frauen vor den Männern umzubringen“.

## Familie
Suhail al-Hasan ist verheiratet und hat einen Sohn. Seinen Sohn soll er seit Beginn des Bürgerkrieges in Syrien nicht mehr gesehen haben.

## Auszeichnungen und Ehrungen
Von Russland wurde er mit dem Orden der Freundschaft und dem Suworow-Orden ausgezeichnet. Um ihn soll sich nach seinen Erfolgen im Syrienkrieg ein regelrechter Personenkult entwickelt haben.